# Veľké Kostoľany
Veľké Kostoľany (1927–1948 „Veľké Kostolany“, bis 1927 „Kostolany“; deutsch Großkostolan, ungarisch Nagykosztolány) ist eine Gemeinde in der Westslowakei. Sie liegt im Donauhügelland am Flüsschen Chtelnička, etwa 16 km von Piešťany und 17 km von Trnava entfernt.

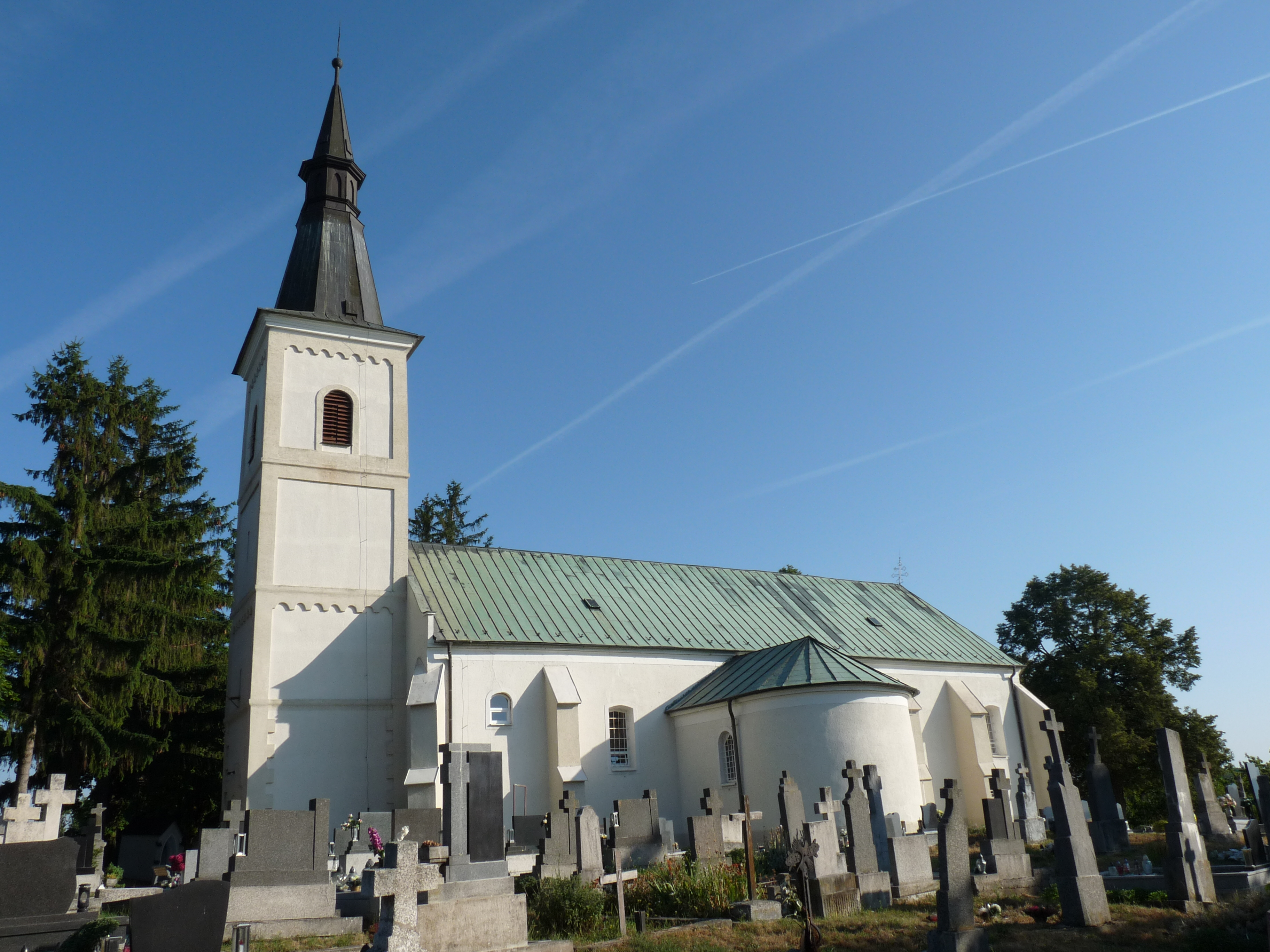
St.-Veit-Kirche

Die erste schriftliche Erwähnung erfolgte 1209 als Costulan.
Zur Gemeinde gehört auch der 1945 eingemeindete Ort Zákostoľany.
Veľké Kostoľany ist Standort einer Sendeanlage für MW und KW, die aber heutzutage stillgelegt, aber noch zumindest teilweise betriebsbereit sein dürfte.

## Bevölkerung
| Jahr                | 1994 | 2004    | 2014    | 2024    |
| ------------------- | ---- | ------- | ------- | ------- |
| Anzahl der Personen | 2478 | 2658    | 2773    | 2829    |
| Unterschied         |      | +7,26 % | +4,32 % | +2,01 % |

| Jahr                | 2023 | 2024    |
| ------------------- | ---- | ------- |
| Anzahl der Personen | 2808 | 2829    |
| Unterschied         |      | +0,74 % |